# 명예 학위
명예 학위(名譽 學位)는 대학교와 같은 학위 수여 기관에서 학술적 공로를 올린 사람을 기리기 위해 수여하는 학위에 속한다. 명예 박사 학위를 수여하는 것이 대부분으로 일반적이나, 드물게 명예 석사 또는 명예 학사 학위도 수여한다.
명예 학위 수여 전에 관련 대학교와 관련이 없던 사람에게도 수여할 수 있다. 명예 석사 및 명예 학사는 주로 재학생이나 휴학생이 의로운 일을 하고 사망한 경우에 수여된다.

## 역사
가장 오래된 명예 학위 수여 기록은 1478년 또는 1479년에 옥스퍼드 대학교가 영국의 주교 라이오넬 우드빌에게 수여한 것이다. 참고로써 대한민국에서는, 1948년에 서울대학교가 더글러스 맥아더 장군에게 명예 법학 박사 학위를 수여한 것이 처음이고, 같은해에 동교에서 존 리드 하지 장군에게 명예 법박 학위를 수여한 것은 두번째에 해당되는 사례에 속했다.

## 특징
명예 학위는 일반적으로 정기 학위 수여식때 수여하며 때때로 교원들과 졸업생들 앞에서 기념 연설을 하기도 한다. 명예 학위 수여자들은 일반 학위 수여자들과 같은 학사복을 입지만 몇몇 대학교들은 예외를 적용한다. 한 예로 케임브리지 대학교 명예 학위 수여자들은 다른 졸업생들과 같은 학사복을 입지만 학사모는 쓰지 않는다.
일반적으로 명예 학위 수여자들은 수여받은 학위에 해당하는 호칭을 쓰지 않지만, 명예 학위 호칭을 사용하는 경우도 있다. 벤저민 프랭클린은 세인트앤드루스 대학교와 하버드 대학교에서 명예 박사 학위를 받은 뒤 자신을 프랭클린 박사라고 불렀다.

## 논란

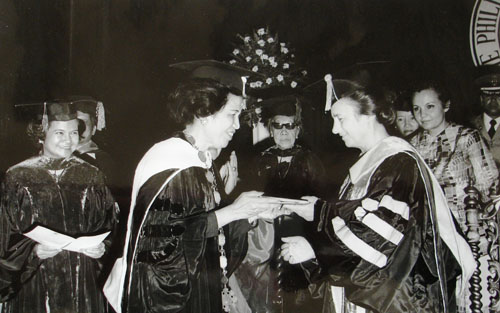
1975년 필리핀 마닐라 대학교에서 명예 박사 학위를 수여받는 엘레나 차우셰스쿠

몇몇 대학교들은 명예 학위를 남발한다는 비판을 받기도 한다. 또한 명예 학위를 수여하는 과정에서 논란이 발생하기도 한다. 2005년 5월 2일 고려대학교는 삼성전자 회장 이건희에게 명예 박사 학위를 수여했지만 이 과정에서 고려대학교 학생들이 강력하게 항의를 했다. 또한 2009년 전남대학교는 당시 한나라당 최고 위원 정몽준에게 명예 철학 박사 학위를 수여하려 했으나 전남대학교 학생들의 비판에 부딪혀 2월 18일 학위 수여를 취소했다. 2009년 9월에는 인천대학교가 전 미국의 대통령 조지 W. 부시에게 명예 박사 학위를 수여하려고 하자 인천대학교 총학생회가 반발하기도 했다.
짐바브웨의 대통령 로버트 무가베는 1984년에 에딘버러 대학교에서, 1986년 매사추세츠 대학교에서, 1990년에 미시건 주립 대학교에서 명예 법학 박사 학위를 받았다. 그러나 2007년 6월 에딘버러 대학교는 무가베의 명예 박사 학위를 취소했고, 2008년 6월에는 매사추세츠 대학교가 부정 부패와 억압적인 통치를 이유로 명예 박사 학위를 취소했으며 2008년 9월 12일 미시건 주립 대학교도 인권 탄압을 이유로 명예 박사 학위를 취소했다. 그럼에도 불구하고 무가베는 미국 모어하우스 대학의 명예 법학 박사 학위와 러시아 모스크바 대학교의 명예 법학 박사 학위 등을 소유하고 있다.
2009년 4월 애리조나 주립 대학교는 미국의 대통령 버락 오바마에게 졸업식 축사를 요청했으나 오바마가 아직 임기 초반이라는 점을 들어 충분한 업적을 쌓지 않았다고 판단해 명예 학위를 수여하지 않기로 해 논란이 일기도 했다.

## 같이 보기
- 학위
- 박사
- 석사
- 학사
- 라틴 아너스
- 우등 학위